# NGC 4954
NGC 4954 ist eine 13,2 mag helle Linsenförmige Galaxie vom Hubble-Typ S0 im Sternbild Drache am Nordsternhimmel. 
Sie wurde zweimal entdeckt; zuerst am 22. November 1797 vom deutsch-britischen Astronomen Wilhelm Herschel mit einem 18,7-Zoll-Spiegelteleskop entdeckt, der sie dabei mit „vF, S, iR, bM“ beschrieb (geführt als NGC 4972). Sein Sohn, der britische Astronom John Herschel notierte bei einer Beobachtung am 5. Mai 1831 „h.1527 [NGC 4954] and III.937 [NGC 4972]. These are not impossibly one nebula, but, as both R.A.s and P.D.s differ very much, they may be different and are therefore separately stated“ (Beobachtung geführt als NGC 4954).